# Erlitou
Koordinaten: 34° 40′ N, 112° 24′ O

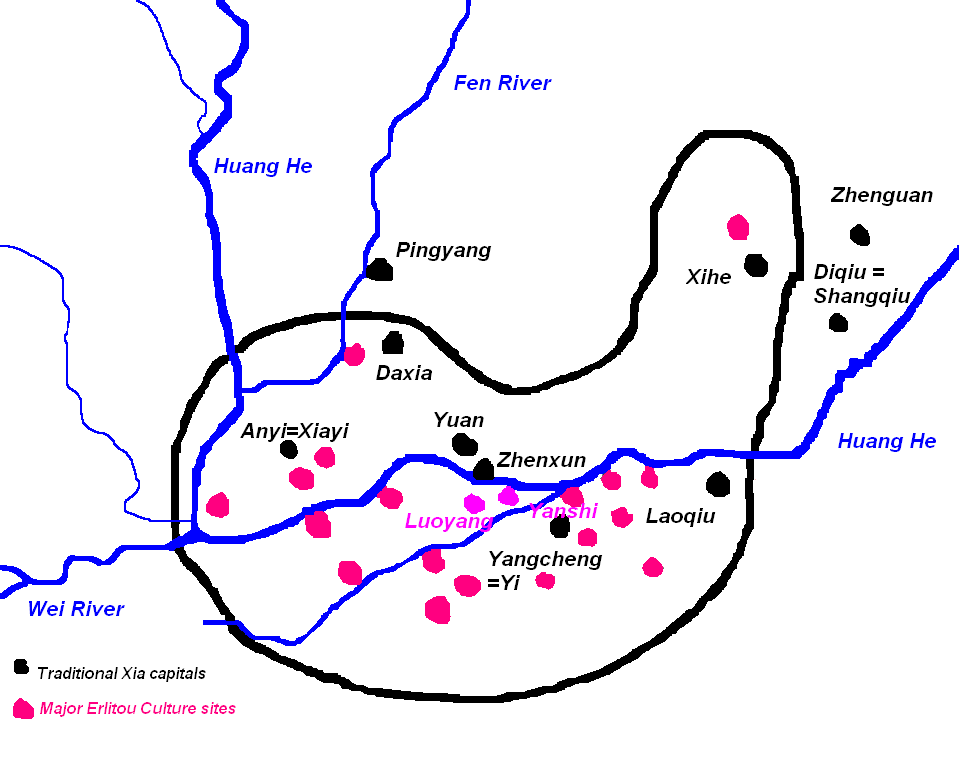
Karte der Erlitou-Kultur, Èrlǐtóu, Yanshi, Provinz Henan

Èrlǐtóu  (chinesisch 二里頭 / 二里头) ist eine bronzezeitliche Fundstätte einige Kilometer östlich von Luoyang in Henan. Nach ihr wird die gleichnamige Èrlǐtóu-Phase oder Erlitou-Kultur benannt, und einige Forscher vermuten, dass es eine Stadt der Xia-Dynastie gewesen sein kann.

## Geschichte
Der Ort war bereits von der vorbronzezeitlichen Longshan-Kultur bewohnt. Radiokarbonmessungen haben für die älteste Phase circa 1900 v. Chr. ergeben, was die These, es wäre ein Xia-Stadt, eventuell eine Hauptstadt gewesen, unterstützt. In der dritten Phase (um 1625 v. Chr.) sind Spuren der Shang-Kultur zu finden, jene die später die Xia stürzen und die Shang-Dynastie gründen werden.
Insgesamt werden die Funde vier Phasen zugeteilt, die den gesamten Raum der Xia-Dynastie und die Anfänge der Shang-Dynastie umfassen. Am Anfang war noch die Longshan-Kultur die Basis, und es wird angenommen, dass Èrlǐtóu die gesamte Zeit der Bronzeentwicklung bewohnt war. Und damit in der Zeit, in der sich die ersten Städte und Staatssysteme auf chinesischem Boden bildeten.

## Beschreibung
Im Zentrum befand sich eine aus festgestampfter Erde gebaute Terrasse (100 m × 108 m) und darauf eine zweite, die den Grund für ein 360 m² großes Gebäude lieferte, welches außen einen Säulenumlauf besaß. Dies könnte ein Palast oder ein Tempel gewesen sein.
Eine zweite solche Anlage, jedoch etwas kleiner (73 m × 58 m), wurde in der Nähe ausgegraben, ebenso noch kleinere Häuser, die ebenfalls auf Erdpodesten standen, viele Vorratskammern und einige Gräber.
Spuren eines Straßennetzes wurden 2020 entdeckt.
Anzeichen von Mauern, die sonst für den chinesischen Raum kennzeichnend sind, wurden erst Ende Dezember 2024 gefunden. Die erfasste Länge beträgt etwa 2 Kilometer.
In seiner Blütezeit soll Èrlǐtóu 18.000–30.000 Einwohner gehabt haben.
Die Èrlǐtóu-Stätte (二里头遗址,  Èrlǐtóu yízhǐ) in Yanshi (偃师市) steht seit 1988 auf der Liste der Denkmäler der Volksrepublik China (3-197).
Bislang gefundene Artefakte werden im 2019 eröffneten Erlitou Museum präsentiert.